# La Descente de croix (Fra Angelico)
Pour les articles homonymes, voir La Descente de Croix.
La Descente de croix (en italien : Deposizione dalla Croce ) est une  peinture chrétienne de Fra Angelico, exécutée entre 1432 et 1434 pour la sacristie dite chapelle Strozzi de la basilique Santa Trinita. C'est le panneau principal du Retable de Santa Trìnita, conservé et exposé aujourd'hui au public au musée national San Marco à Florence.
L'historien de l'art et peintre Giorgio Vasari définit cette œuvre comme « peinte par un saint ou un ange ».

## Histoire
Fra Angelico est intervenu pour compléter ce retable dit de Santa Trinita en tempera sur panneau de 176 × 185 cm, qui avait été commencé par Lorenzo Monaco, son maître, après sa mort en 1424, commanditée pour la chapelle Strozzi dans l'église florentine de Santa Trinita par Palla Strozzi.
C'est une œuvre qui fut en compétition avec l'Adoration des mages de Gentile da Fabriano pour la nouvelle sacristie construite comme chapelle à l'extérieur de l'église.

## Thème
La  Descente de croix  ou Déposition de la croix est un thème de l'iconographie de la peinture chrétienne qui montre le Christ mort sur la croix que des personnages saints descendent avant sa mise au tombeau.
Certaines scènes sont déduites de cette situation comme la Pietà montrant Marie tenant Jésus mort dans ses bras, La Déploration ou les Lamentations sur le Christ mort…
On trouve les personnages conventionnels pour cette scène, c'est-à-dire la Vierge, Jean, Marie Madeleine, Nicodème, les Saintes Femmes qui entourent la Vierge ou encore Joseph d'Arimathie.

## Description

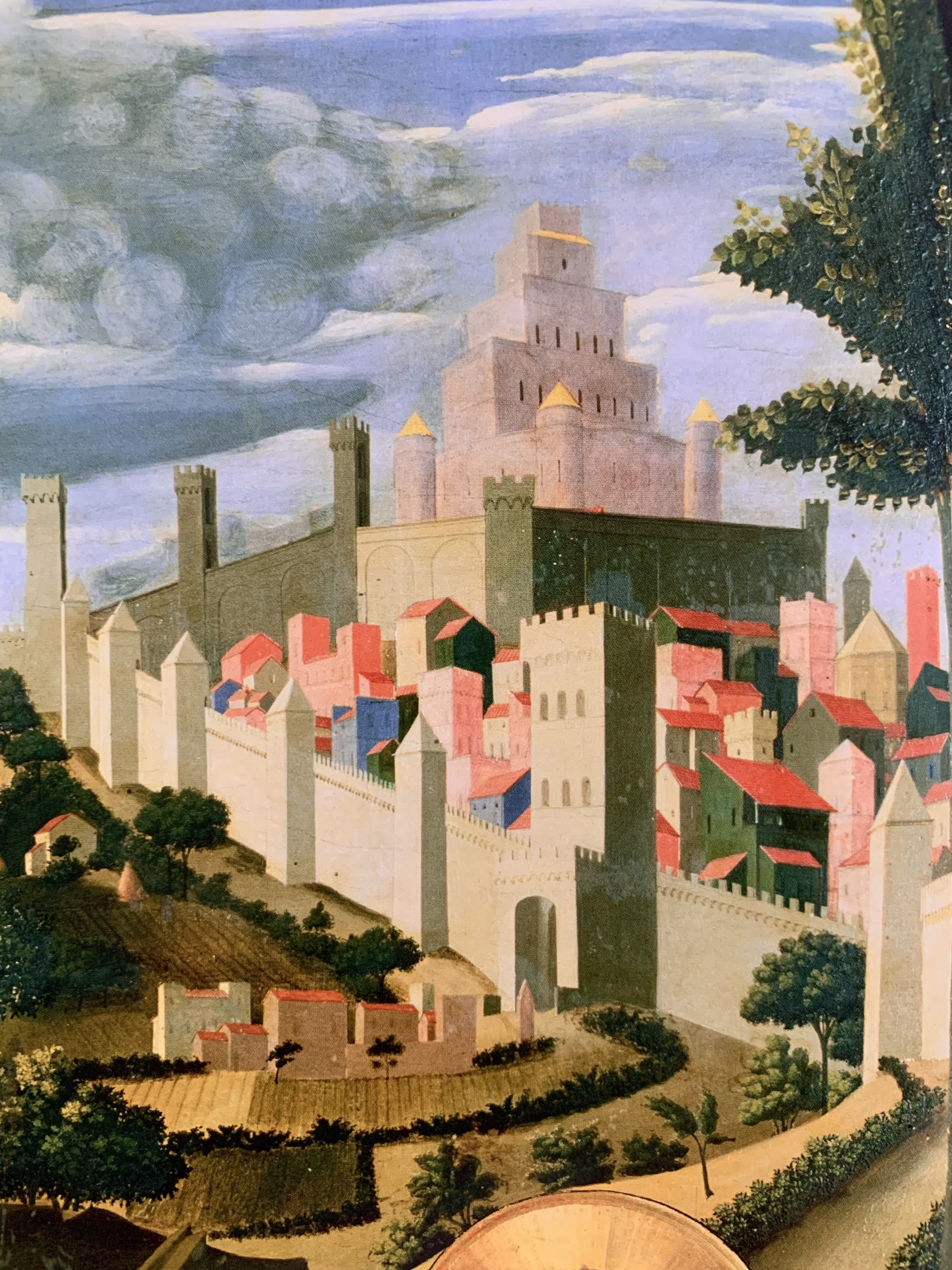
Détail de la vue de Jérusalem dans la partie gauche du retable.

Les pinacles du retable (qui entourent ce  panneau central) comprennent des épisodes de la Vie du Christ de Lorenzo Monaco qui exécuta également la prédelle. Fra Angelico évite les pendentifs par une composition pyramidale des personnages dont le haut s'insère dans l'arcade centrale et il utilise les latérales en y plaçant des paysages.

### L'arrière-plan[1]
On trouve donc à l'arrière-plan une vue de la ville de Jérusalem à gauche et un paysage naturel à droite. Jérusalem est en réalité plus proche de l'aspect de la Florence médiévale, avec ses murailles et ses tours, mais tout de même avec l'ajout du Temple en son sommet. Représenter la ville antique de Jérusalem sous les traits de Florence permet à la fois d'accroître le prestige de Florence, et d'actualiser la scène, pour qu'elle touche davantage les contemporains.
Fra Angelico évoque également la prospérité de Florence en représentant la riche campagne au pied de ses murs, où l'on distingue des vignes et des champs.
À droite, le paysage naturel est également inspiré de celui de la Toscane, des terres qui sont elles aussi source de richesse pour Florence.

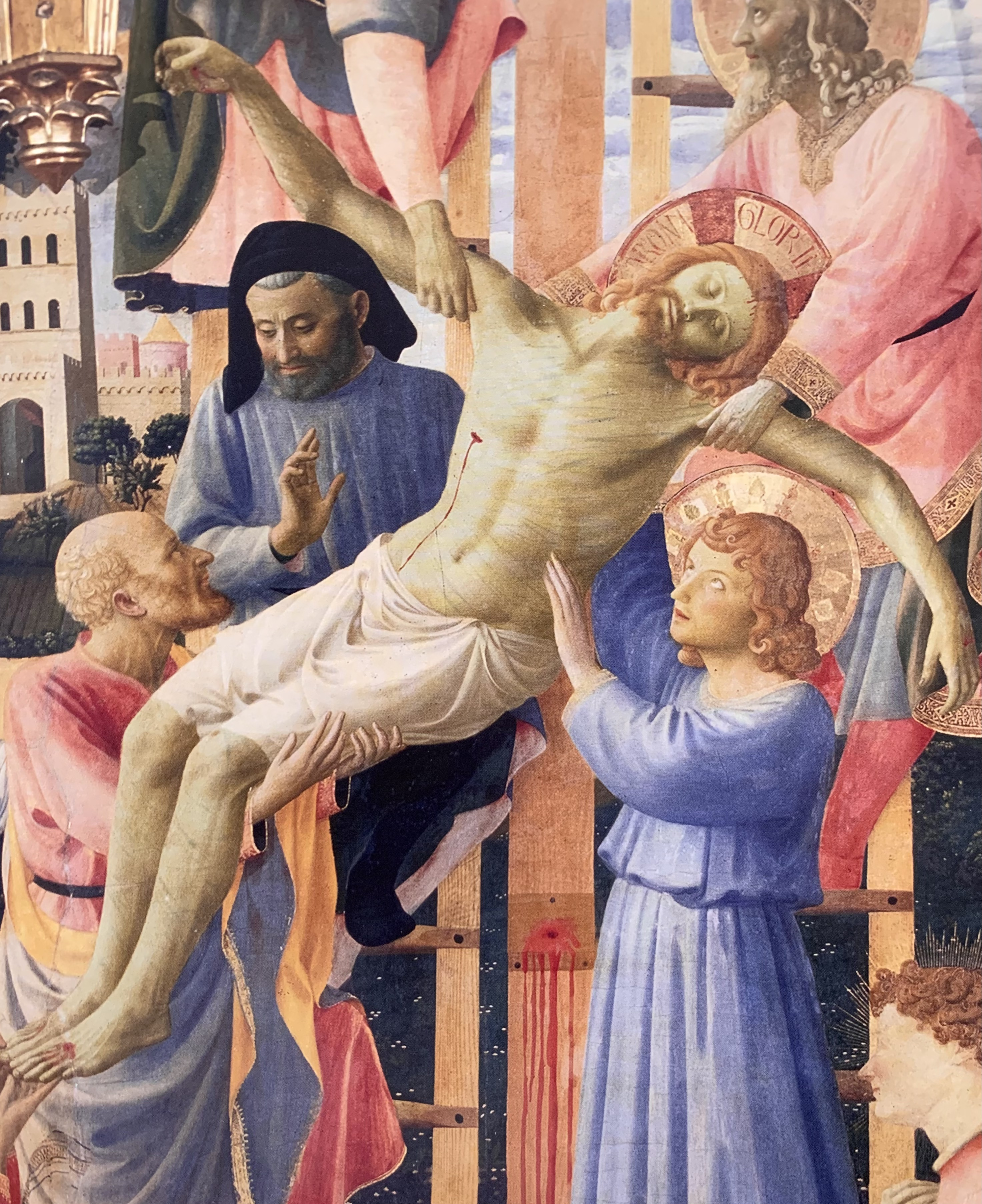
Détail du groupe central de la Descente de Croix

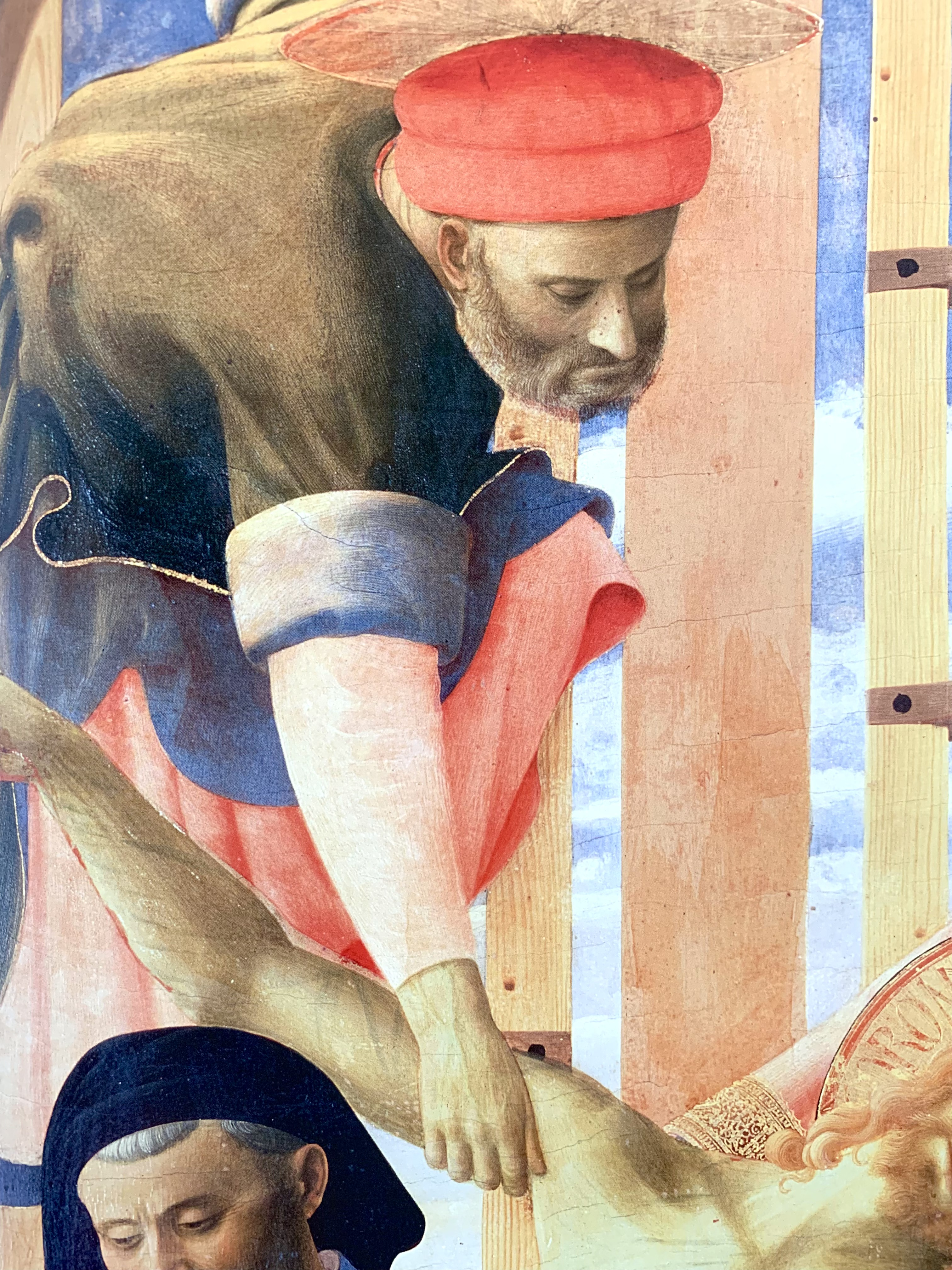
Détail de Joseph d'Arimathie portant le corps du Christ.

### Le groupe central: laDescente de Croix[1]
Le Christ est largement mis en valeur par différents procédés, et le groupe qui l'entoure, comme l'ensemble de la composition, gravite autour de lui. C'est vers le Christ que le regard retourne constamment malgré les nombreux détails de la composition.
Ainsi, il occupe par sa position, les bras étendus et le corps allongé, un large espace. C'est également, suivant un canon suivi par beaucoup, le seul personnage représenté frontalement. Il est aussi placé au sommet de la pyramide dont les bases sont formées par les 2 personnages en rouge, Marie Madeleine et le jeune homme agenouillé, et les lignes de fuite convergent vers lui.
Le personnage debout soutenant le corps du Christ et vêtu de bleu est Saint-Jean ; au-dessus se trouve Nicodème. Mais la figure la plus intéressante plastiquement dans ce groupe est celle de Joseph d'Arimathie, au sommet de l'échelle. Sa position et sa représentation sont très novatrices, il est plié sur lui-même dans une pose beaucoup plus souple et originale que les autres, et cette position permet à Fra Angelico d'appliquer les règles du raccourci anatomique. La figure de Joseph d'Arimathie est alors traitée avec bien plus de volume que les autres personnages, et c'est aussi le seul pour lequel le peintre dessine une auréole en perspective.

### Le groupe des femmes sur la gauche[1]
Un groupe de figures féminines entoure la Vierge en deuil au centre, et s'apprêtent à recevoir le corps de son Fils pour l'envelopper dans son Suaire. C'est avec noblesse et retenue qu'elles soutiennent la Vierge et observent la dépouille du Christ.
De ce groupe se détache Marie Madeleine, une sainte particulièrement honorée en Toscane à cette période et dont les légendes l'entourant ont été au XIIIe siècle étoffées par les écrits de Jacques de Voragine. C'est la seule des femmes qui approche le corps du Christ, et le contact charnel qu'elle a avec lui pourrait être une évocation de ses péchés passés, qu'il lui a pardonnés. Elle ne porte pas non plus de voile et ses cheveux sont laissés libres, ce qui la distingue encore des autres Saintes-Femmes. Marie Madeleine est en effet un personnage plus complexe, qui a vécu 2 vies, la première dans le péché et la seconde dans la dévotion du Christ, ces 2 vies étant ici illustrées.

### Le groupe des hommes sur la droite
À droite de la Croix, on trouve un groupe de savants, discutant probablement de la Passion. Un des savants porte justement 2 des reliques de la Passion, la Couronne d'Épines et les Clous de la Sainte-Croix. Il s'agit du commanditaire, Palla Strozzi, placé dans l'assistance et participant activement à la scène. On a par ailleurs jugé que d'autres personnages ont reçu les traits de membres de la famille des Strozzi.
Le jeune homme agenouillé vêtu de rouge est ici pour imiter la position du spectateur devant l'autel sur lequel est placé le retable, et fait ainsi la transition entre le monde sacré représenté ici et le monde matériel du spectateur. Tout comme l'espace libre laissé au tout 1er plan, il permet de faire rentrer le spectateur dans l'image.

### Prédelle

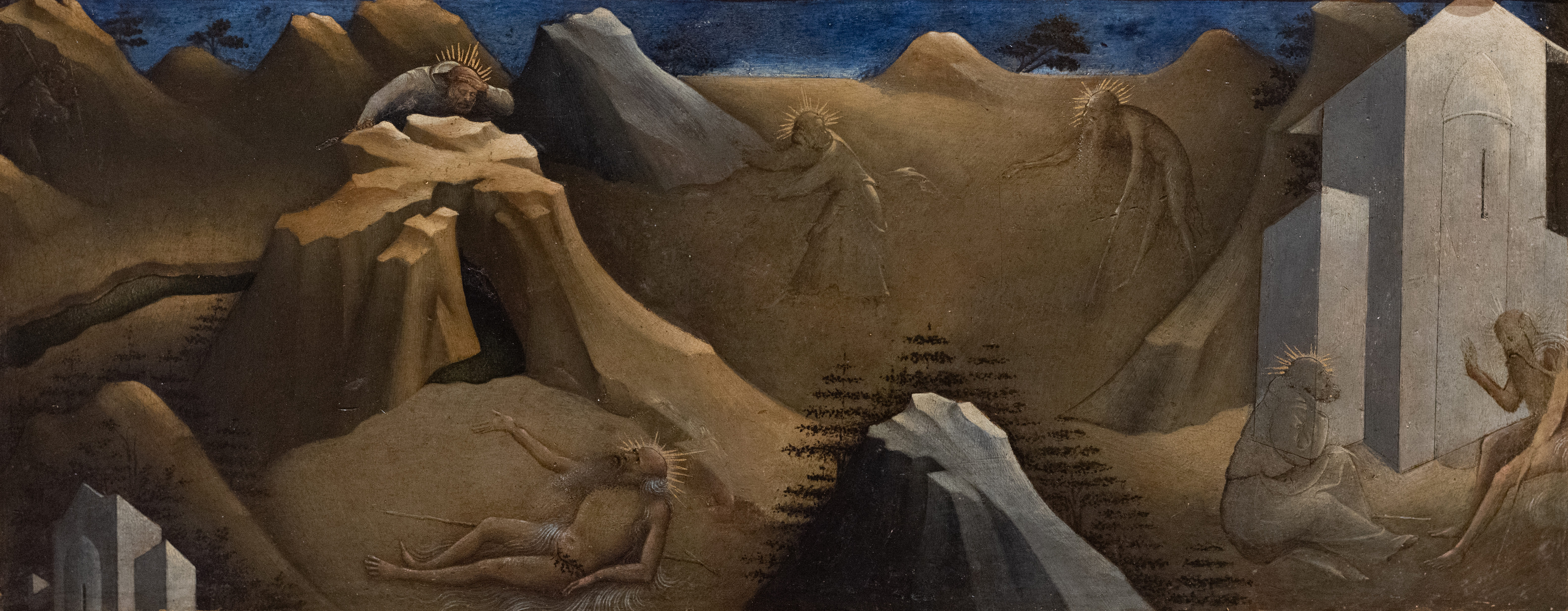
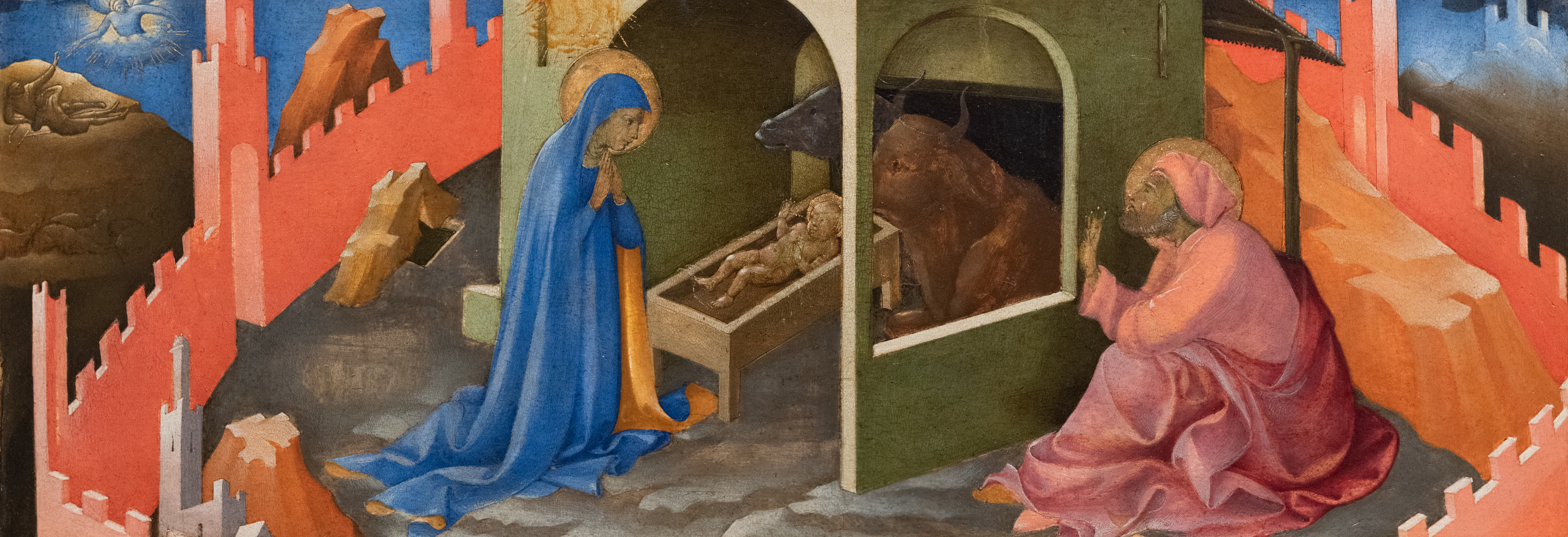
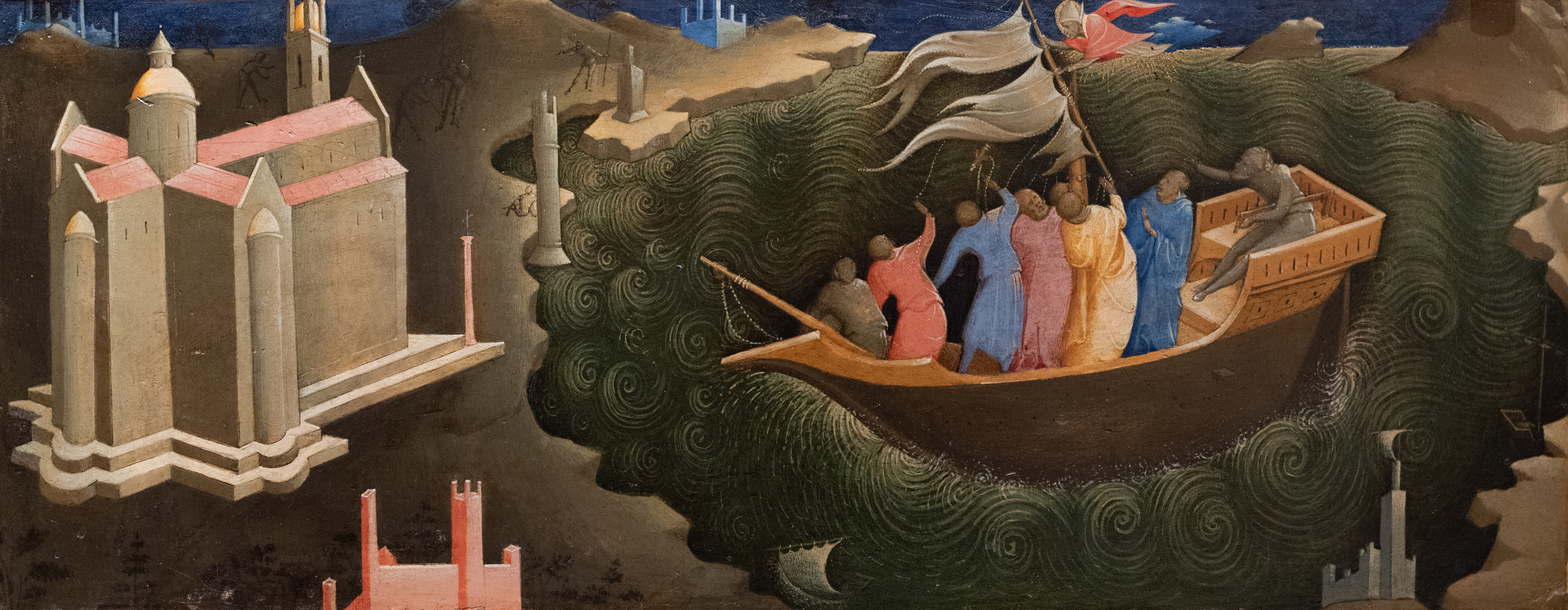

## Analyse
Fra Angelico dépeint donc ici le Christ soutenu par plusieurs personnes, le groupe à gauche pour la religion du cœur, dans lequel Marie Madeleine tient les pieds du Christ, comme un symbole de l'homme repenti. Dans le groupe de droite, pour la religion de l'esprit, un personnage montre les clous de la croix et la couronne d'épines, et expose ainsi les symboles de la passion et du sacrifice (Arma Christi).
Le thème du retable est également le renouveau, la renaissance, induite par un paysage printanier avec sa végétation riche et fleurie. La souffrance du Christ est dans la théologie chrétienne ce qui permet un renouveau du lien entre Dieu et ses créations. Le Christ a souffert pour pardonner les humains. Sa mort implique également la Résurrection, qui est tout comme le printemps une renaissance.

### Article lié
- Représentation de Jésus-Christ dans l'art chrétien